# Люди, власть и прибыль. Прогрессивный капитализм в эпоху массового недовольства
«Люди, власть и прибыль. Прогрессивный капитализм в эпоху массового недовольства» (англ. People, Power, and Profits: Progressive Capitalism for an Age of Discontent  ) — книга американского экономиста кейнсианского направления, лауреата Нобелевской премии Джозефа Стиглица.
Автор делится своими соображениями о причинах экономического кризиса в США и других странах. По мнению Стиглица, известного своими левыми убеждениями и критическим отношением к принципам свободного рынка, основная причина кризиса — экономический либерализм, то есть вера в эффективность рынков, в саморегулирование, в идею о том, что чем больше богатеют владельцы корпораций, тем лучше всем, так как они неизбежно обратят свои сверхдоходы в инвестиции. Стиглиц утверждает, что рынки неспособны эффективно работать без должного регулирования со стороны государства, что приводит к возрастанию власти корпораций и ничем не оправданное неравенство доходов. В книге представлена альтернатива либерализму, которая опирается на достижения современной экономической науки и должна, по мнению Стиглица, обеспечить процветание для всех, а не только для избранных.
Книгу отметили ведущие издания: The Economist, New York Times, Financial Times и другие (см. ниже ).

## Содержание
Книга состоит из 11 глав, разделенных на две части: описания проблем и предлагаемых решений.

### Часть I. Как мы сбились с пути

#### Глава 1. Введение
Повествует об истории развития интереса автора к вопросам экономического неравенства. Дан краткий обзор экономической политики президентов от Буша-Старшего до Дональда Трампа с критическими аргументами против теории и практики экономического либерализма. Кратко описаны рекомендации автора по ликвидации финансового и социального неравенства в США.

#### Глава 2. Путь к плачевному состоянию экономики
Указывая на замедление темпов роста экономики США в 1980-х годах, автор подчеркивает одновременное замедление роста доходов основной массы населения. При этом доходы верхнего слоя росли. По мнению автора, финансовый кризис 2008 года показал эфемерность достигнутого процветания. Причиной этого, по мнению автора, были «давние и глубокие проблемы». Отражением этих проблем Стиглиц называет рост экономического неравенства. Он отмечает, что на протяжении многих лет средний доход нижних 90 % американцев почти не менялся, а средний доход верхнего 1 % стремительно рос.
Автор также указывает на отставание США по индексу развития человеческого потенциала. С учётом неравенства, по данным Стиглица, США занимает 24-е место, находясь позади не только азиатских стран, — Сингапура, Японии, Южной Кореи и Гонконга, — но и далеко позади Канады (10-е место), и многих европейских стран.

#### Глава 3. Эксплуатация и рыночная власть
Автор указывает на снижении роли конкуренции в американской экономике, приводя мнения известного инвестора Уоррена Баффетта :
Самым главным при оценке бизнеса является его способность диктовать цену. Если вы можете поднимать цены, не уступая рыночную долю конкурентам, у вас очень хороший бизнес … даже ваш племянник-кретин может управлять им.
Снижение конкуренции приводит, по мнению Стиглица, к возникновению «рыночной власти», которая позволяет отдельным компаниям эксплуатировать других и увеличивать свои прибыли. В главе подробно рассмотрены как причины, так и следствия этого явления.

#### Глава 4. Раскол Америки в вопросе глобализации
В этой главе автор подробно рассматривает эффект глобализации на состояние экономики США. Эта роль, по мнению Стиглица, двояка. С одной стороны, в тех районах США, где произошла деиндустриализация. сильны нападки на глобализацию. С другой, сторонники глобализации заявляют, что Америка только выигрывает от глобализации. Протекционистская же политика ставит под удар все, что было приобретено в результате торговли. С точки зрения Стиглица, глобальные правила игры перекошены не против, а в пользу США и других развитых стран в ущерб развивающимся странам. Торговые соглашения, по мнению Стиглица, несправедливы — они выгодны США и Европе и идут во вред интересам развивающихся стран :.

#### Глава 5. Финансы и американский кризис
По мнению Стиглица, финансы играют центральную роль в экономическом кризисе США, а также в проблемах социальной и политической, в том числе в усилении неравенства и замедлении роста. Стиглиц указывает, что одна из проблем состоит в том, что национальные ресурсы — включая часть наиболее талантливых молодых людей — идут в сферу финансов, а не в реальную экономику. Сектор, который должен служить средством достижения цели, более эффективному производству товаров и услуг, стал самоцелью. Автор подчеркивает, что современная экономика не может эффективно работать без четко функционирующего финансового рынка, и поэтому принципиально важно реформировать его так, чтобы он служил обществу, а не наоборот.

#### Глава 6. Проблема новых технологий
Автор высоко оценивает достижения американской технологии. Особенно тепло он отзывается о Билле Гейтсе, который, как считает Стиглиц, лучше других демонстрирует идеалы американского духа: накопив состояние, оцениваемое в $120 млрд он стал жертвовать крупные суммы на борьбу с болезнями по всему свету и улучшение образования в Соединенных Штатах. Вместе с тем, как отмечает автор, несмотря на все достоинства, у прогресса в сфере технологий есть и темная сторона. Он рождает опасения, связанные с сокращением числа рабочих мест. Помимо прочего, Стиглиц считает, что новые отрасли открывают простор для злоупотреблений, варьирующих от использования рыночной власти до нарушения тайны личной жизни и политических манипуляций.
Решение проблемы Стиглиц видит в облегчении доступа к профессиональному и высшему образованию за счет государственного субсидирования и повышения роли свободной прессы в политической жизни.

#### Глава 7. Почему правительство?
Стиглиц называет мифом идею американского индивидуализма, в соответствии с которой человек может добиться всего самостоятельно, если ему не будет мешать правительство. Он указывает, что каждая американская компания выигрывает от верховенства права, инфраструктуры и технологий, которые создавались веками. Он считает, что хорошо функционирующему обществу необходим баланс индивидуальных и коллективных действий. При этом он признает, что тоталитарных странах, таких как Советский Союз и коммунистический Китай коллективизм уничтожил личные свободы, что привело к катастрофическим последствиям. Автор не дает ответа на вопрос, как именно достичь необходимого баланса между сильным правительством и индивидуальной свободой.

### Часть II. Реконструкция американской политики и экономики: что делать

#### Глава 8. Восстановление демократии
Автор отмечает, что Америка создавалась как представительная демократия, где критически важное значение имели разделение властей, система сдержек и противовесов и Билль о правах, защищающий права меньшинства. При этом он считает, что на практике США превратились в страну, где меньшинство имеет власть над большинством. Для исправления положения он предлагает провести избирательную реформу, детали которой изложены в главе.

#### Глава 9. Восстановление динамичной экономики с рабочими местами и возможностями для всех
Автор ещё раз перечисляет проблемы, перед которыми, по его мнению, оказались США и другие развитые страны: замедленный рост, отсутствию возможностей, усилению чувства тревоги и разделению общества. Для решения этих проблем автор считает необходимым провести политические реформы, целью которых было бы повышение роли правительства. Автор считает, что правильно очерченная расширенная роль правительства не станет ограничением для общества, а, наоборот, освободит и его, позволив гражданам раскрыть свой потенциал.
Стиглиц считает, что одной из основных функций правительства должно стать управление рынками так, чтобы они служили экономике. Необходимые реформы, по мнению автора, должны включать более жесткое антимонопольное законодательство, управление глобализацией и финансовым сектором.

#### Глава 10. Достойная жизнь для всех
Стиглиц считает, что в первые десятилетия XXI века рынки плохо справлялись с созданием основ достойной жизни для всех. В качестве примеров он приводит страховую систему и высшее образование. Так, страховые компании, по мнению Стиглица предпочитают страховать только здоровых и состоятельных людей, избегая бедных и больных. Хорошее образование, как считает Стиглиц, доступно лишь для детей богатых родителей, что снижает, по мнению Стиглица общую эффективность общества. Он также указывает, что страны, значительно более бедные, чем США, успешно справляются с проблемами здравоохранения своих граждан, создания возможностей получения образования для всех и других необходимых условий достойной жизни.
Выход из создавшегося положения Стиглиц видит в увеличении государственных дотаций как для медицинского обслуживания, так и для высшего образования.

#### Глава 11. Возрождение Америки
Стиглиц считает, что для восстановления способности к росту и создания нормальных условий жизни для всех, Америке нужно отказаться от бессмысленной погони за деньгами любой ценой и вернуться к моральным основам, заложенным отцами-основателями. Для этого, как полагает ученый, нужно расширить полномочия правительства и изменить некоторые элементы избирательной системы.

## Отзывы
The Economist
Рецензией на книгу откликнулся влиятельный британский еженедельник
The Economist. Издание отмечает значимость мнений известного экономиста, Нобелевского лауреата, бывшего главного экономиста Мирового банка и председателя комитета экономических советников в администрации Клинтона. Журнал разделяет озабоченность автора негативными явлениями в экономической и политической жизни США. С другой стороны, издание критикует Стиглица за поверхностное обсуждение большого количества вопросов и выражает пожелание более детально рассмотрения отдельных проблем.
New York Times
Выход книги отметила New York Times в своем обзорном издании New York Times Books Review.
Financial Times
Подробной рецензией на книгу откликнулась Financial Times.
Издание отмечает мрачность картины американской экономической и политической жизни, нарисованной Стиглицем, который считает что пора «спасти капитализм от самого себя». Не укрылась от рецензентов и анти-трамповская направленность книги и амбиции автора по созданию единой демократической платформы на следующих президентских выборах.
Как отмечает издание, Стиглиц считает Трампа демагогом, который вместо экономического роста Америки принес еще больший разрыв между богатыми и бедными. Стиглиц также отвергает курс на изоляционизм, взятый Трампом. Он пишет: «Глобализация безусловно сократила занятость в Америке, но бездумный изоляционизм нанесет еще больший ущерб».
Подробно рассмотрев все положения книги, FT отмечает, что в его рецептах нет ничего нового или оригинального. Издание считает сомнительным утверждение автора о возможности решить все проблемы путем государственного вмешательства или достичь социального равенства, не принося в жертвы темпы экономического роста.
Российская пресса
Рецензию на русский перевод книги поместило интернет издание Republic.ru.
Автор рецензии отмечает, что Джозефу Стиглицу всегда рады в России. Государственные телеканалы или «Российская газета» никогда не упускают возможности взять у него интервью, когда Стиглиц по очередному приглашению приезжает в Москву или Санкт-Петербург. По мнению издания, причина кроется в том что слова ученого вполне предсказуемы: это рассуждения о многополярности мира, критика западного истеблишмента и разговоры о неравенстве в США. Как отмечает рецензент, в своей новой книге Стиглиц, «не изменяя себе, продолжает крестовый поход против рыночного фундаментализма, ведущего к богатству избранных». Рецензент считает, что книга представляет собой «обличительную проповедь о язвах неолиберализма». Называя Джозефа Стиглица «гарвардским бунтарем», рецензент предполагает, что его обличения США помогут читателям «насладиться безмятежностью путинской стабильности».

## Издания
Американское издание
- Joseph E. Stiglitz. People, Power, and Profits: Progressive Capitalism for an Age of Discontent Hardcover – April 23, 2019. — USA: W. W. Norton & Company, 2019. — ISBN 1324004215.

На русском
- Джозеф Стиглиц. Люди, власть и прибыль. Прогрессивный капитализм в эпоху массового недовольства = Joseph E. Stiglitz. People, Power, and Profits: Progressive Capitalism for an Age of Discontent / переводчик Вячеслав Ионов; научный редактор Николай Злобин. — М.: Альпина Паблишер, 2020. — 430 с. — ISBN 978-5-9614-3368-5.

### Комментарии
1. ↑  Во время написания книги Стиглиц занимал должность главного экономиста Мирового банка

### Сноски
1. ↑  Стиглиц, 2020, с. 63.
2. ↑  Стиглиц, 2020, с. 66.
3. ↑  Стиглиц, 2020, с. 80.
4. ↑  Стиглиц, 2020, с. 116.
5. ↑  Стиглиц, 2020, с. 142.
6. ↑  Стиглиц, 2020, с. 160.
7. ↑  Стиглиц, 2020, с. 186.
8. ↑  Стиглиц, 2020, с. 209.
9. ↑  Стиглиц, 2020, с. 233.
10. ↑  Стиглиц, 2020, с. 270.
11. ↑  Стиглиц, 2020, с. 285.
12. ↑  If capitalism is broken, maybe it’s fixable Архивная копия от 17 июня 2020 на Wayback Machine, The Economist, May 10, 2019
13. ↑  An Economist Who Believes Only Government Can Save Capitalism Архивная копия от 17 июня 2020 на Wayback Machine, NYT Book review, May 10, 2019.
14. 1 2  People, Power and Profits, by Joseph Stiglitz Архивная копия от 20 июня 2020 на Wayback Machine, Financial Times, April 22 2019,
15. 1 2  Джозеф Стиглиц: «Безос, Гейтс и Баффетт стоят больше, чем половина населения США» Архивная копия от 18 июня 2020 на Wayback Machine, Republic.ru, 24.04.2020